# 永田昌民
永田 昌民（ながた まさひと、1941年 - 2013年12月）は、日本の建築家。

## 略歴
大阪府に生まれる。1967年東京芸術大学美術学部建築科を卒業（1962年入学）、1969年同大学院修士課程を修了（吉村順三研究室）。1971年～1973年同大学非常勤講師。アルプ設計室（1973〜1976年）を経て、1976年益子義弘とM&N設計室を設立、1984年N設計室に改称。

## 著書
- 『大きな暮らしができる小さな家』（オーエス出版 2003）
- 『東京―変わりゆく町と人の記憶』（秋山書店 2010）